# Бели Божић
Бели Божић (енгл. White Christmas) амерички је филмски мјузикл из 1954. године у режији Мајкла Кертиза. Главне улоге тумаче Бинг Крозби, Дени Кеј, Роузмери Клуни и Вера-Елен. Снимљен у техниколору, назив је добио по песми „White Christmas” Ирвинга Берлина.
Произвео га је и дистрибуирао Paramount Pictures, а значајан је по томе што је први филм приказан у процесу широког екрана по имену VistaVision који је развио Paramount а који је подразумевао коришћење дупло веће површине од стандардног филма од 35 mm. Овај негатив велике површине је такође коришћен за добијање ситнијих отисака стандардне величине од 35 mm.

## Радња
Године 1944. на Бадњи дан амерички војници далеко од домова дочекују још један Божић током Другог светског рата. Скромну свечаност приређују им капетан Боб Волас, пре рата успешни певач и војник Фил Дејвис. Када се војницима придружи и генерал Томас Вејверли, окупљање се претвори у опроштај са њим, јер одлази на ново командно место.
Приредбу прекине непријатељски напад у којем Фил спаси Бобу живот. Њих двојица након рата наступају као дуа, постају популарни, а један од наступа одведе их на Флориду где упознају сестре Џуди и Бети Хејнс, такође чланице певачко-забављачког дуа.

## Улоге
| Глумац         | Улога          |
| -------------- | -------------- |
| Бинг Крозби    | Боб Волас      |
| Дени Кеј       | Фил Дејвис     |
| Роузмери Клуни | Бети Хејнс     |
| Вера-Елен      | Џуди Хејнс     |
| Дин Џегер      | Том Вејверли   |
| Мери Викес     | Ема Ален       |
| Џони Грант     | Ед Харисон     |
| Џон Браша      | Џон            |
| Ен Витфилд     | Сузан Вејверли |
| Бари Чејс      | Дорис Ленц     |
| Херб Вигран    | Новело         |